# Carnival Boy
Carnival Boy è il primo album in studio long playing di Tobin Sprout, membro fondatore dei Guided by Voices; venne pubblicato nel 1996 sia in vinile che in CD negli Stati Uniti d'America dalla Matador Records; venne ristampato nel 2017 dalla Burger Records.

## Tracce
1. The Natural Alarm  –  2.59
2. Cooler Jocks  –  1.16
3. E's Navy Blue  –  2.43
4. The Bone Yard  –  1.17
5. Carnival Boy  –  2.48
6. Martin's Mounted Head   –  2.17
7. Gas Daddy Gas  –  2.20
8. To My Beloved Martha  –  2.09
9. White Flyer  –  1.43
10. I Didn't Know  –  2.33
11. Gallant Men  –  1.26
12. It's Like Soul Man  –  2.34
13. Hermit Stew  –  2.01
14. The Last Man Well Known To Kingpin  –  2.23